# Tripteroides pallidothorax
Tripteroides pallidothorax är en tvåvingeart som beskrevs av Dong, Dong och Wu 2008. Tripteroides pallidothorax ingår i släktet Tripteroides och familjen stickmyggor. Inga underarter finns listade i Catalogue of Life.